# Pelegrina clemata
Pelegrina clemata är en spindelart som först beskrevs av Levi, Levi 1951.  Pelegrina clemata ingår i släktet Pelegrina och familjen hoppspindlar. Inga underarter finns listade i Catalogue of Life.